# Bakary Soumaré
Bakary Soumaré (Bamako, 9 november 1985) is een Malinees profvoetballer die bij voorkeur als centrale verdediger speelt. Hij verruilde in 2015 Montreal Impact voor FC Dallas.

## Clubcarrière
Soumaré werd in de MLS SuperDraft 2007 als tweede gekozen door Chicago Fire. Op 27 mei 2007 maakte Soumaré zijn debuut voor Chicago tegen Real Salt Lake. In 2008 werd hij genomineerd voor de 'MLS Defender of the Year' prijs die uiteindelijk gewonnen werd door Chad Marshall. Soumaré kwam in zijn tijd bij Chicago Fire ook regelmatig negatief in het nieuws. Zo pakte hij regelmatig een rode kaard en had hij tijdens de pauze in een wedstrijd tegen Houston Dynamo een hevige ruzie met zijn trainer Denis Hamlett.
In augustus 2009 werd Soumaré voor 1,5 miljoen euro overgenomen door het Franse US Boulogne. Hij maakte op 19 augustus 2009 zijn debuut tegen Bordeaux. Zijn gewoonte om regelmatig een rode kaart te ontvangen ging ook bij Boulogne door. Op 20 maart 2010 kreeg hij een rode kaart in een wedstrijd tegen Paris Saint-Germain. Boulogne degradeerde aan het einde van het seizoen naar de Ligue 2. Soumaré werd het volgende seizoen aanvoerder van Boulogne. Hij scoorde zijn eerste doelpunt in zijn carrière op 29 oktober 2010 tegen Stade de Reims. Het opeenvolgende seizoen raakte Soumaré onder nieuwe trainer Pascal Plancque zijn basisplaats kwijt.
In januari 2012 vertrok Soumaré op huurbasis naar het Duitse Karlsruher SC. Soumaré maakte op 5 februari zijn debuut voor de club tegen Erzgebirge Aue. Door een knieblessure kwam hij echter maar weinig aan spelen toe bij Karlsruher dat aan het einde van het seizoen ook nog degradeerde.
Op 26 juni 2012 keerde hij terug naar de Major League Soccer om voor Philadelphia Union te gaan spelen. Hij maakte op 13 augustus 2012 zijn debuut voor Philadelphia in een met 3-1 verloren wedstrijd tegen zijn oude club Chicago Fire. Soumaré kwam bij Philadelphia echter maar weinig aan spelen toe. Soumaré gaf daarom aan graag terug te willen keren. Op 23 mei 2013 keerde hij uiteindelijk ook terug bij Chicago Fire. Soumaré verbleef twee seizoenen bij Chicago en wist daar in achtenveertig competitiewedstrijden één doelpunt te maken Op 6 januari 2015 tekende hij bij het Canadese Montreal Impact, dat hem had gekozen in de MLS Re-Entry Draft 2014. Na zijn aankomst bij Montreal had Soumaré weinig goeds te vertellen over zijn vorige club Chicago Fire. Hij verweet het bestuur van de club dat er niet genoeg maatregelen werden genomen om de club er weer bovenop te krijgen en zei dat hij de aftakeling van de club terug zag in de kwaliteit van het personeel, de spelers, het stadion en zelfs het grasveld.
Soumaré speelde bij Montreal slechts tien competitiewedstrijden. Op 16 juli 2015 werd hij naar FC Dallas gestuurd inruil voor Kyle Bekker.

## Interlandcarrière
Soumaré heeft aangegeven graag voor de Verenigde Staten te willen uitkomen wanneer hij zijn Amerikaans paspoort zou krijgen. Toen dat in 2009 nog steeds niet geregeld was besloot hij zich open te stellen voor Mali. Hij maakte in 2009, in de Afrika Cup, zijn debuut voor Mali.